# Valentine (Haute-Garonne)
Pour les articles homonymes, voir Valentine.
Valentine est une commune française située dans l'ouest du département de la Haute-Garonne, en région Occitanie.
Sur le plan historique et culturel, la commune est dans le pays de Comminges, correspondant à l’ancien comté de Comminges, circonscription de la province de Gascogne située sur les départements actuels du Gers, de la Haute-Garonne, des Hautes-Pyrénées et de l'Ariège. Exposée à un climat océanique altéré, elle est drainée par la Garonne, le Canal de Camon, le Rieutord et par divers autres petits cours d'eau. La commune possède un patrimoine naturel remarquable : un site Natura 2000 (« Garonne, Ariège, Hers, Salat, Pique et Neste »), un espace protégé (« la Garonne, l'Ariège, l'Hers Vif et le Salat ») et deux zones naturelles d'intérêt écologique, faunistique et floristique.
Valentine est une commune urbaine qui compte 875 habitants en 2022. Elle est dans l'agglomération de Saint-Gaudens et fait partie de l'aire d'attraction de Saint-Gaudens. Ses habitants sont appelés les Valentinois ou  Valentinoises.
Le patrimoine architectural de la commune comprend deux  immeubles protégés au titre des monuments historiques : les vestiges archéologiques, classés en 1970, et la villa gallo-romaine, classée en 1979.

## Géographie

### Localisation
La commune de Valentine se trouve dans le département de la Haute-Garonne, en région Occitanie.
Sur le plan historique et culturel, Valentine fait partie du pays de Comminges, correspondant à l’ancien comté de Comminges, circonscription de la province de Gascogne située sur les départements actuels du Gers, de la Haute-Garonne, des Hautes-Pyrénées et de l'Ariège.
Elle se situe à 82 km à vol d'oiseau de Toulouse, préfecture du département, et à 2 km de Saint-Gaudens, sous-préfecture.
Les communes les plus proches sont : 
Saint-Gaudens (2,1 km), Labarthe-Rivière (3,1 km), Aspret-Sarrat (3,3 km), Miramont-de-Comminges (3,4 km), Villeneuve-de-Rivière (4,2 km), Rieucazé (4,8 km), Régades (5,2 km), Martres-de-Rivière (5,5 km).
Valentine est limitrophe de quatre autres communes.
| Villeneuve-de-Rivière |           | Saint-Gaudens |
| Labarthe-Rivière      | Valentine |               |
|                       |           | Aspret-Sarrat |

### Géologie et relief
La superficie de la commune est de 803 hectares ; son altitude varie de 356  à   546 mètres.

### Hydrographie

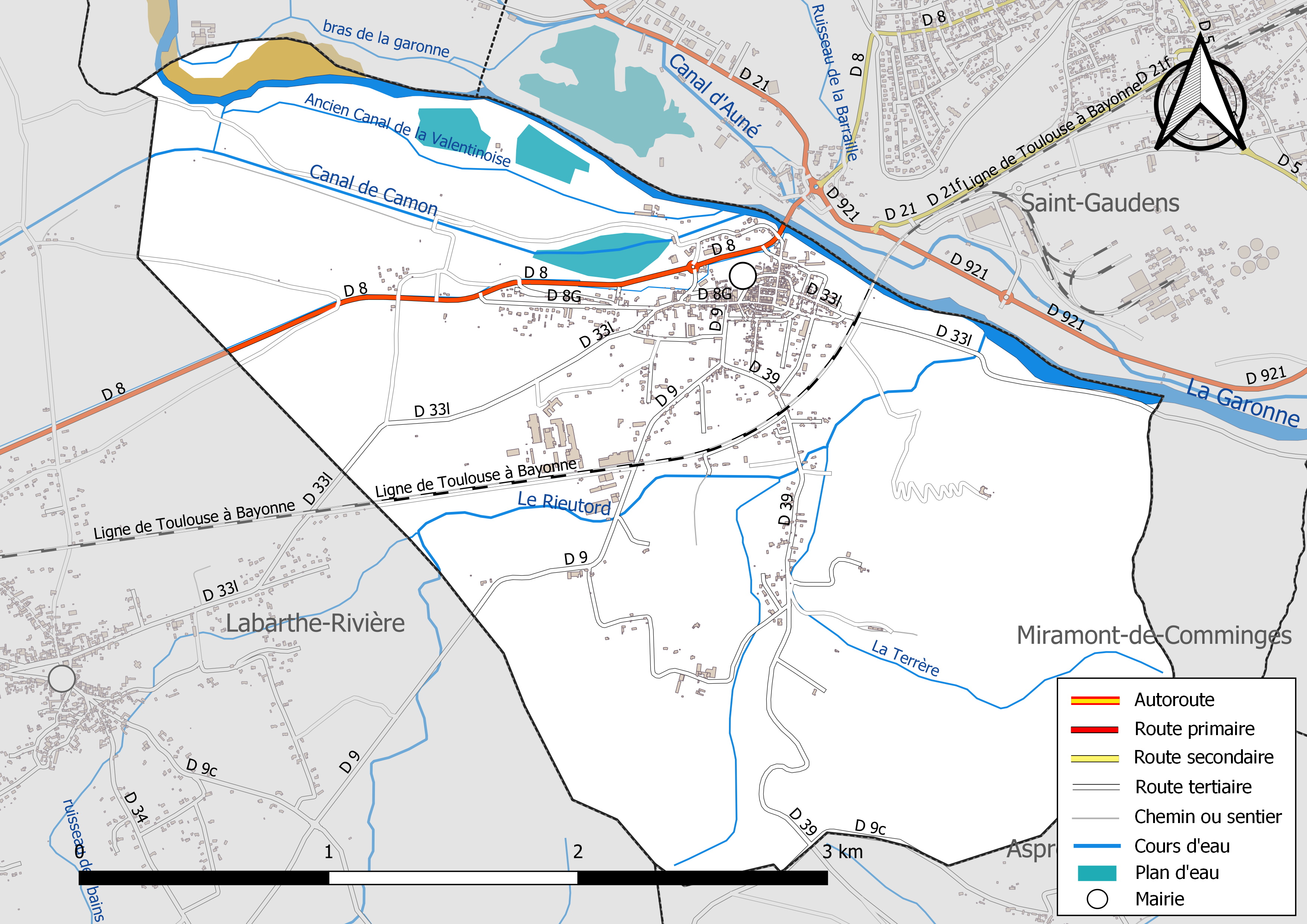
Réseaux hydrographique et routier de Valentine.

La commune est dans le bassin de la Garonne, au sein du bassin hydrographique Adour-Garonne. Elle est drainée par la Garonne, le Canal de Camon, le Rieutord, Ancien Canal de la Valentinoise, la Terrère, le ruisseau des bains et par divers petits cours d'eau, constituant un réseau hydrographique de 18 km de longueur totale,.
La Garonne est un fleuve principalement français prenant sa source en Espagne et qui coule sur 529 km avant de se jeter dans l’océan Atlantique.

### Climat
Pour des articles plus généraux, voir Climat de l'Occitanie et Climat de la Haute-Garonne.
En 2010, le climat de la commune est de type climat océanique altéré, selon une étude s'appuyant sur une série de données couvrant la période 1971-2000. En 2020, Météo-France publie une typologie des climats de la France métropolitaine dans laquelle la commune est exposée à un climat de montagne ou de marges de montagne et est dans la région climatique Pyrénées centrales, caractérisée par une pluviométrie annuelle de 1 000 à 1 200 mm.
Pour la période 1971-2000, la température annuelle moyenne est de 12,2 °C, avec une amplitude thermique annuelle de 14,8 °C. Le cumul annuel moyen de précipitations est de 973 mm, avec 9 jours de précipitations en janvier et 6,6 jours en juillet. Pour la période 1991-2020, la température moyenne annuelle observée sur la station météorologique la plus proche, située sur la commune de Clarac à 6 km à vol d'oiseau, est de 12,5 °C et le cumul annuel moyen de précipitations est de 804,9 mm,. Pour l'avenir, les paramètres climatiques de la commune estimés pour 2050 selon différents scénarios d'émission de gaz à effet de serre sont consultables sur un site dédié publié par Météo-France en novembre 2022.

### Milieux naturels et biodiversité

#### Espaces protégés
La protection réglementaire est le mode d’intervention le plus fort pour préserver des espaces naturels remarquables et leur biodiversité associée,.
Un  espace protégé est présent sur la commune : 
« la Garonne, l'Ariège, l'Hers Vif et le Salat », objet d'un arrêté de protection de biotope, d'une superficie de 1 658,7 ha.

#### Réseau Natura 2000

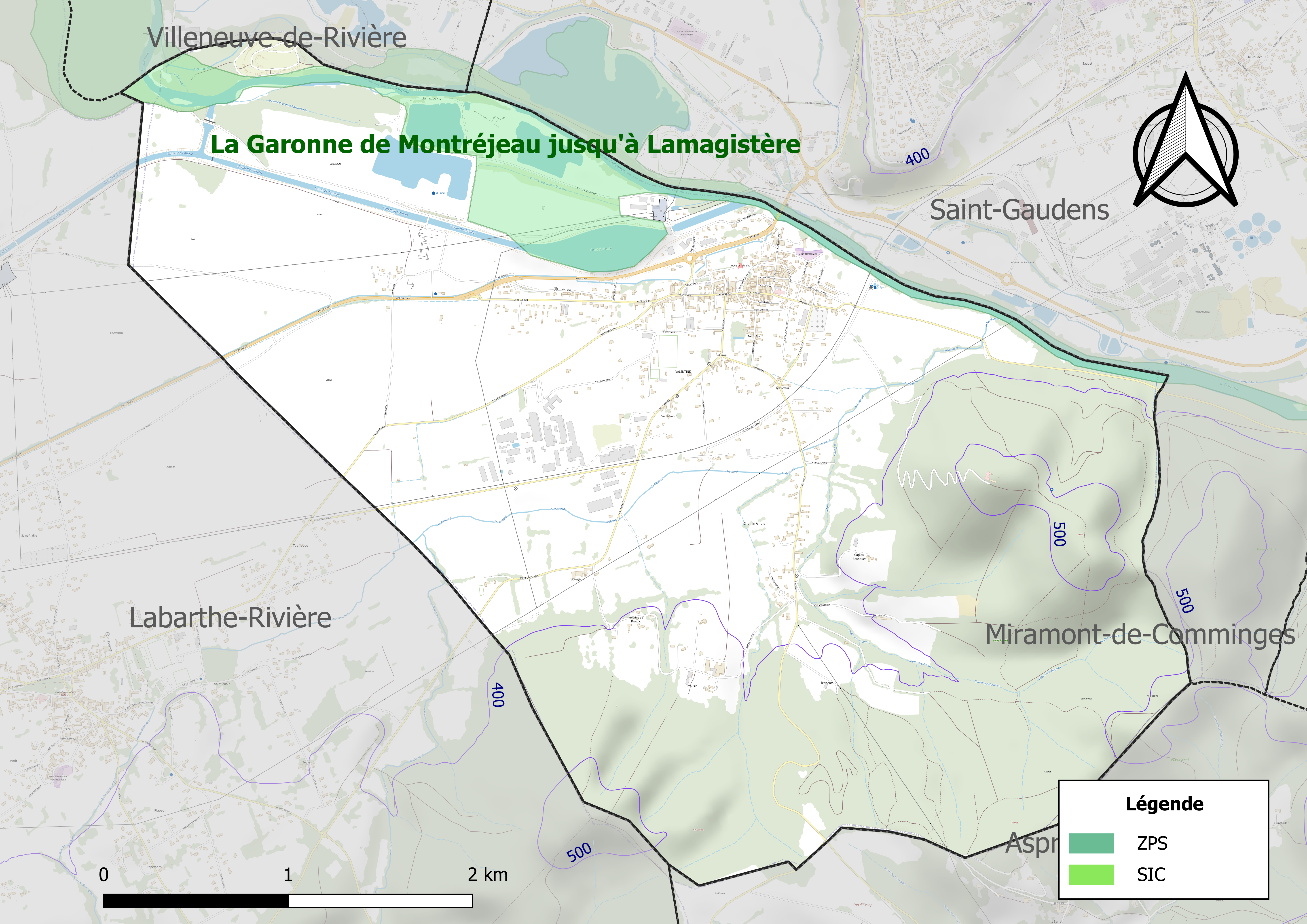
Site Natura 2000 sur le territoire communal.

Le réseau Natura 2000 est un réseau écologique européen de sites naturels d'intérêt écologique élaboré à partir des directives habitats et oiseaux, constitué de zones spéciales de conservation (ZSC) et de zones de protection spéciale (ZPS).
Un site Natura 2000 a été défini sur la commune au titre de la directive habitats : « Garonne, Ariège, Hers, Salat, Pique et Neste », d'une superficie de 9 581 ha, un réseau hydrographique pour les poissons migrateurs, avec des zones de frayères actives et potentielles importantes pour le Saumon en particulier qui fait l'objet d'alevinages réguliers et dont des adultes atteignent déjà Foix sur l'Ariège.

#### Zones naturelles d'intérêt écologique, faunistique et floristique

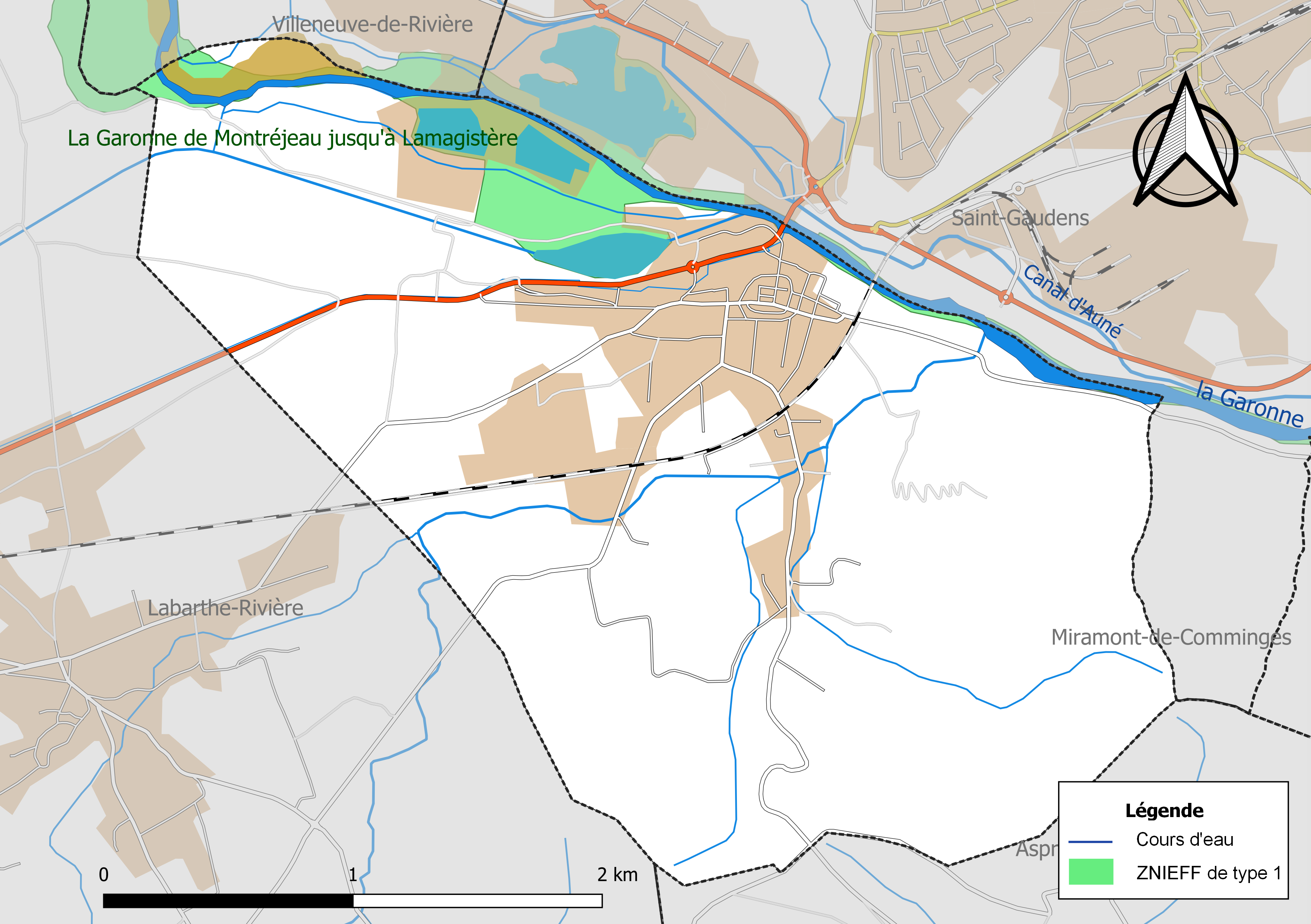
Carte de la ZNIEFF de type 1 localisée sur la commune.

L’inventaire des zones naturelles d'intérêt écologique, faunistique et floristique (ZNIEFF) a pour objectif de réaliser une couverture des zones les plus intéressantes sur le plan écologique, essentiellement dans la perspective d’améliorer la connaissance du patrimoine naturel national et de fournir aux différents décideurs un outil d’aide à la prise en compte de l’environnement dans l’aménagement du territoire.
Une ZNIEFF de type 1 est recensée sur la commune :
« la Garonne de Montréjeau jusqu'à Lamagistère » (5 075 ha), couvrant 92 communes dont 63 dans la Haute-Garonne, trois en Lot-et-Garonne et 26 en Tarn-et-Garonne et une ZNIEFF de type 2, : 
« la Garonne et milieux riverains, en aval de Montréjeau » (6 874 ha), couvrant 93 communes dont 64 dans la Haute-Garonne, trois en Lot-et-Garonne et 26 en Tarn-et-Garonne.

## Urbanisme

### Typologie
Au 1er janvier 2024, Valentine est catégorisée ceinture urbaine, selon la nouvelle grille communale de densité à sept niveaux définie par l'Insee en 2022.
Elle appartient à l'unité urbaine de Saint-Gaudens, une agglomération intra-départementale regroupant sept  communes, dont elle est une commune de la banlieue,,. Par ailleurs la commune fait partie de l'aire d'attraction de Saint-Gaudens, dont elle est une commune de la couronne,. Cette aire, qui regroupe 85 communes, est catégorisée dans les aires de moins de 50 000 habitants,.

### Occupation des sols

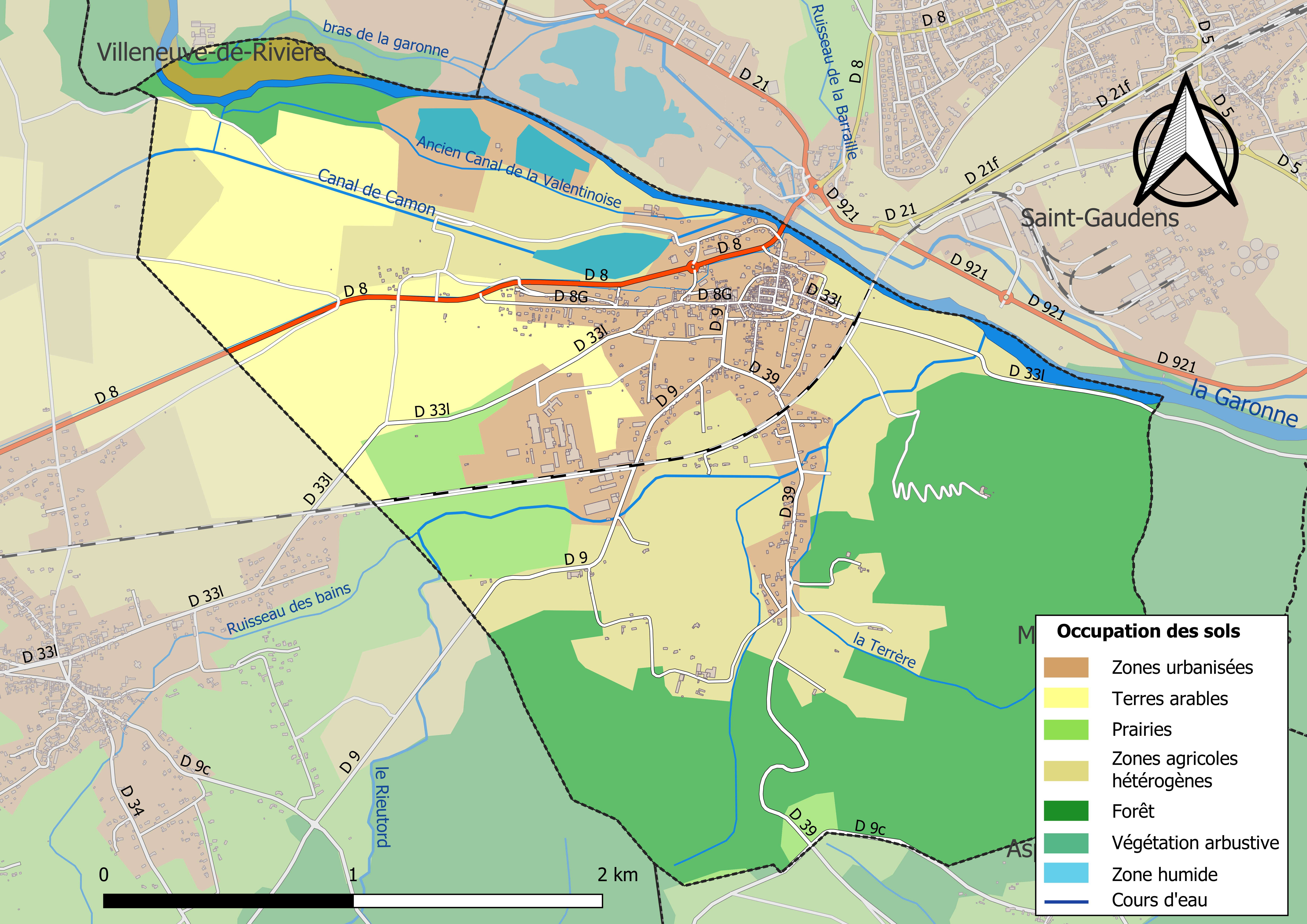
Carte des infrastructures et de l'occupation des sols de la commune en 2018 (CLC).

L'occupation des sols de la commune, telle qu'elle ressort de la base de données européenne d’occupation biophysique des sols Corine Land Cover (CLC), est marquée par l'importance des territoires agricoles (45,1 % en 2018), en diminution par rapport à 1990 (49,7 %). La répartition détaillée en 2018 est la suivante : 
forêts (38 %), zones agricoles hétérogènes (24,6 %), terres arables (15,6 %), zones urbanisées (10,5 %), prairies (4,9 %), zones industrielles ou commerciales et réseaux de communication (3,2 %), mines, décharges et chantiers (2,5 %), eaux continentales (0,7 %). L'évolution de l’occupation des sols de la commune et de ses infrastructures peut être observée sur les différentes représentations cartographiques du territoire : la carte de Cassini (XVIIIe siècle), la carte d'état-major (1820-1866) et les cartes ou photos aériennes de l'IGN pour la période actuelle (1950 à aujourd'hui).

### Voies de communication et transports
Accès par l'autoroute A64 sortie no 18 et avec le réseau Arc-en-ciel ainsi qu'en gare de Saint-Gaudens.

### Risques majeurs
Le territoire de la commune de Valentine est vulnérable à différents aléas naturels : météorologiques (tempête, orage, neige, grand froid, canicule ou sécheresse), inondations, feux de forêts et séisme (sismicité modérée). Il est également exposé à deux risques technologiques,  et  le risque industriel et la rupture d'un barrage. Un site publié par le BRGM permet d'évaluer simplement et rapidement les risques d'un bien localisé soit par son adresse soit par le numéro de sa parcelle.

#### Risques naturels
Certaines parties du territoire communal sont susceptibles d’être affectées par le risque d’inondation par débordement de cours d'eau, notamment la Garonne. La commune a été reconnue en état de catastrophe naturelle au titre des dommages causés par les inondations et coulées de boue survenues en 1982, 1996, 1999, 2007, 2009 et 2013,.
Un plan départemental de protection des forêts contre les incendies a été approuvé par arrêté préfectoral du 25 septembre 2006. Valentine est exposée au risque de feu de forêt du fait de la présence sur son territoire du massif des piémonts des Pyrénées. Il est ainsi défendu aux propriétaires de la commune et à leurs ayants droit de porter ou d’allumer du feu dans l'intérieur et à une distance de 200 mètres des bois, forêts, plantations, reboisements ainsi que des landes. L’écobuage est également interdit, ainsi que les feux de type méchouis et barbecues, à l’exception de ceux prévus dans des installations fixes (non situées sous couvert d'arbres) constituant une dépendance d'habitation,.

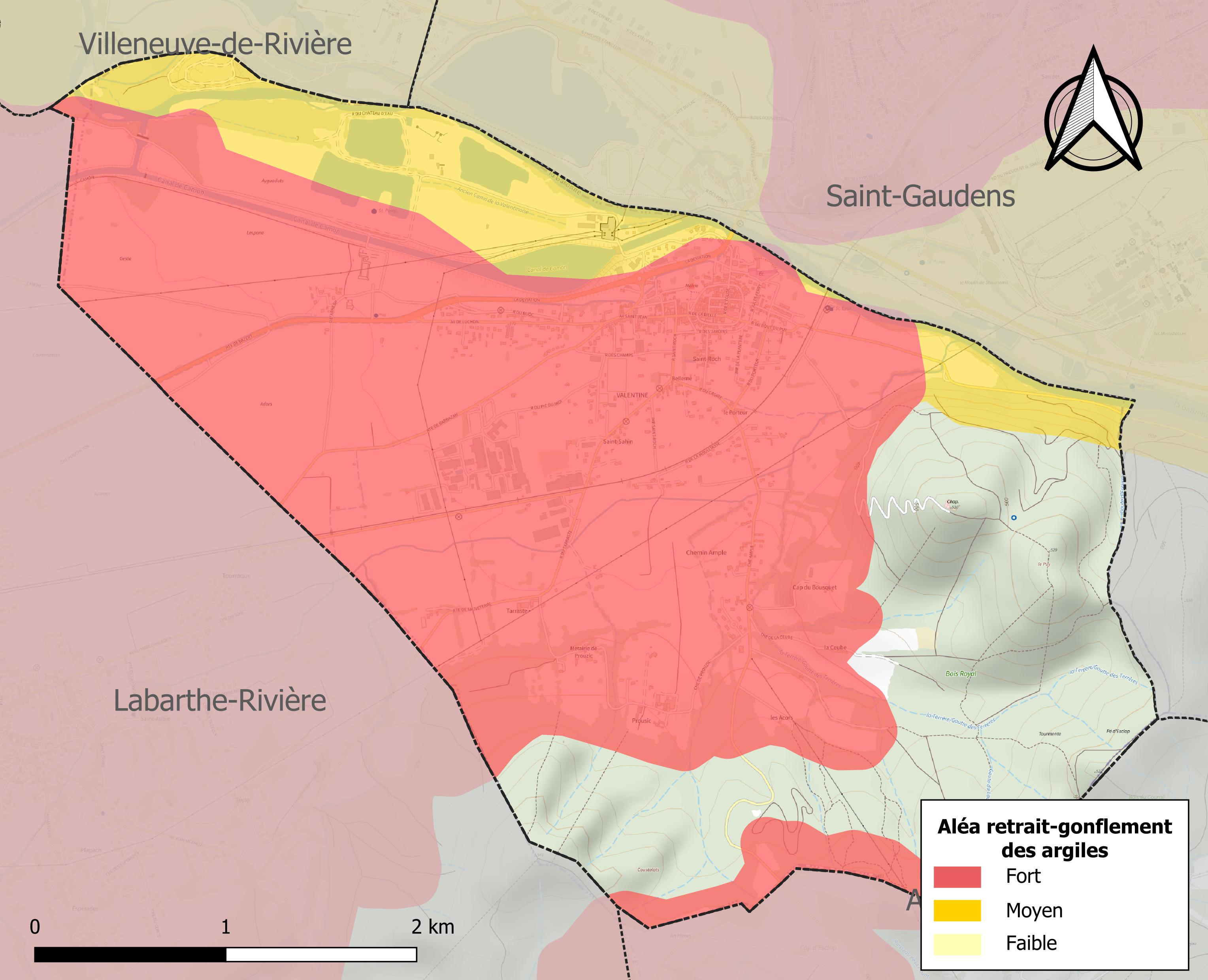
Carte des zones d'aléa retrait-gonflement des sols argileux de Valentine.

Le retrait-gonflement des sols argileux est susceptible d'engendrer des dommages importants aux bâtiments en cas d’alternance de périodes de sécheresse et de pluie. 74,2 % de la superficie communale est en aléa moyen ou fort (88,8 % au niveau départemental et 48,5 % au niveau national). Sur les 435 bâtiments dénombrés sur la commune en 2019, 435 sont en aléa moyen ou fort, soit 100 %, à comparer aux 98 % au niveau départemental et 54 % au niveau national. Une cartographie de l'exposition du territoire national au retrait gonflement des sols argileux est disponible sur le site du BRGM,.
Par ailleurs, afin de mieux appréhender le risque d’affaissement de terrain, l'inventaire national des cavités souterraines permet de localiser celles situées sur la commune.
Concernant les mouvements de terrains, la commune a été reconnue en état de catastrophe naturelle au titre des dommages causés par la sécheresse en 1989, 1996, 2003, 2017 et 2019 et par des mouvements de terrain en 1999.

#### Risques technologiques
La commune est exposée au risque industriel du fait de la présence sur son territoire d'une entreprise soumise à la directive européenne SEVESO.
La commune est en outre située en aval des barrages du Portillon, de Cap de Long (Hautes-Pyrénées) et de l'Oule (Hautes-Pyrénées). À ce titre elle est susceptible d’être touchée par l’onde de submersion consécutive à la rupture d'un de ces ouvrages.

## Histoire
La commune fut habitée par les Convènes, les Romains (villa gallo-romaine de Nymfius), les Wisigoths, comme l'atteste la découverte d'un cimetière...
En 1287, la bastide, assez modeste, fut bâtie par le sénéchal de Toulouse Eustache de Beaumarchais pour le compte du roi de France.
Jusqu'à la Révolution, le territoire de la paroisse de Valentine était une des enclaves languedociennes situées dans le Comminges. Ces enclaves réunies étaient appelées « diocèse civil du Petit-Comminges », un des 24 diocèses civils du Languedoc. Les paroisses voisines faisaient partie du comté du Comminges, dépendant de la Gascogne.

Inscription de Nymfius Musée Saint-Raymond

Vues du Pont de Valentine
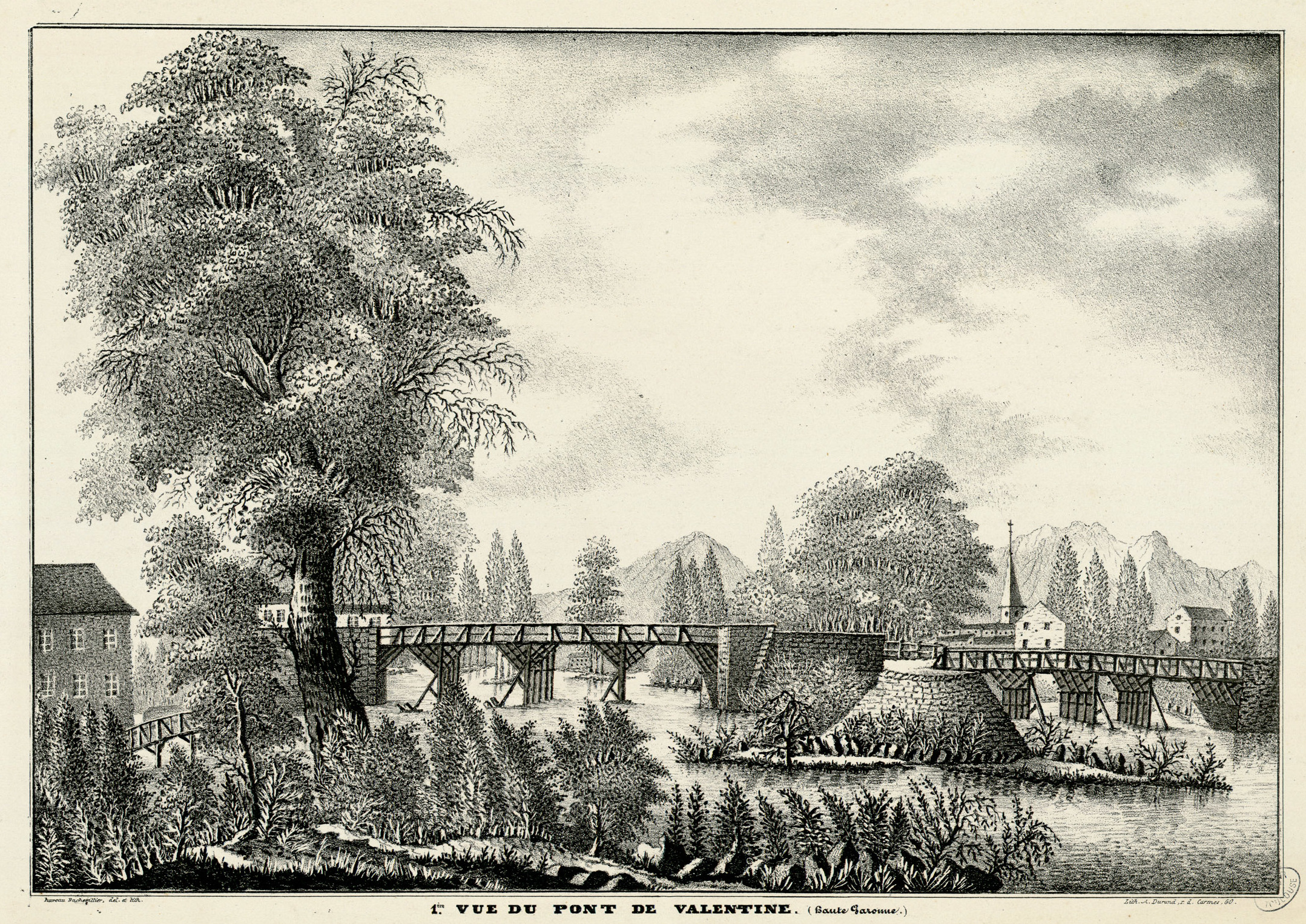
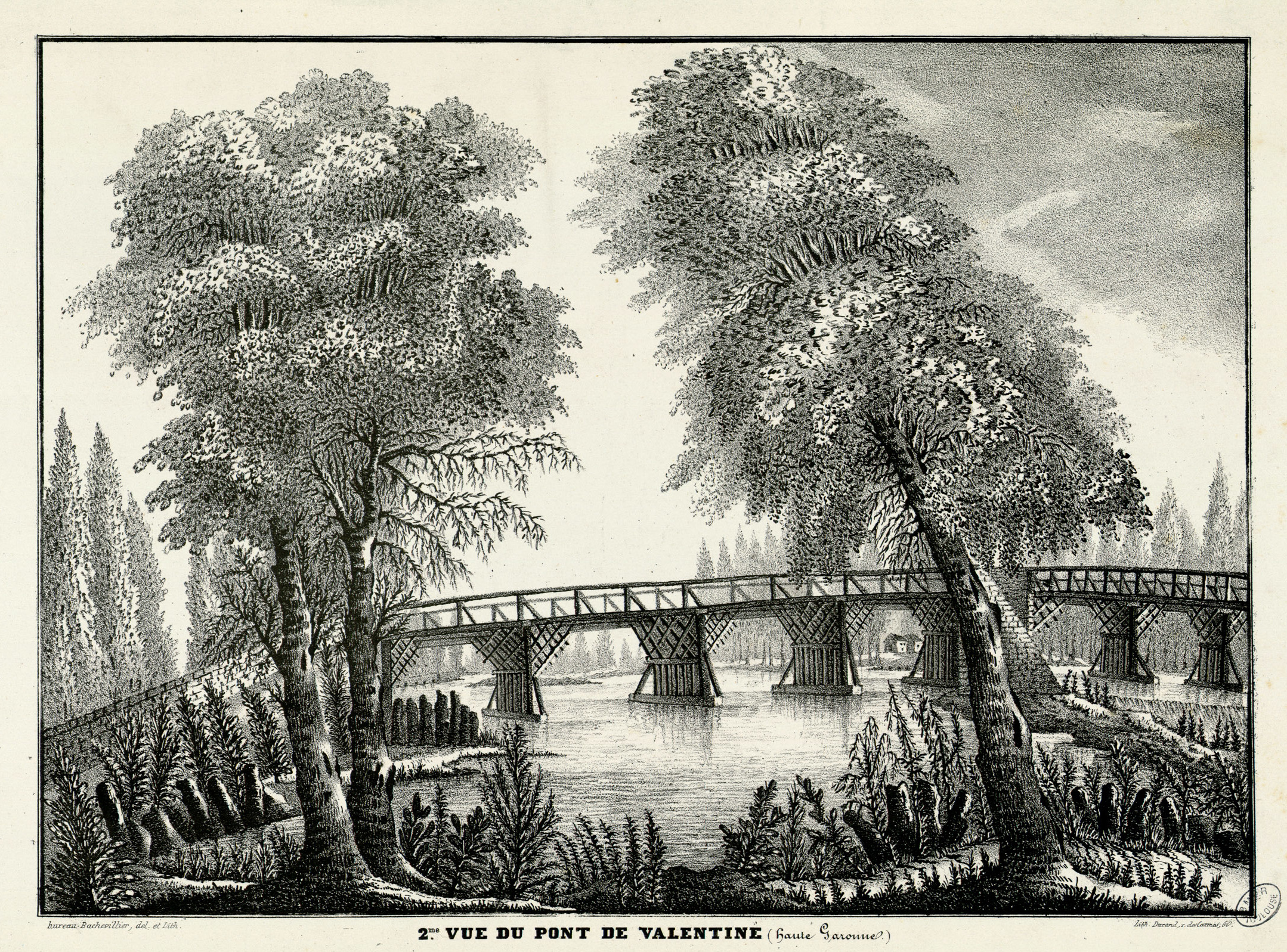

## Politique et administration

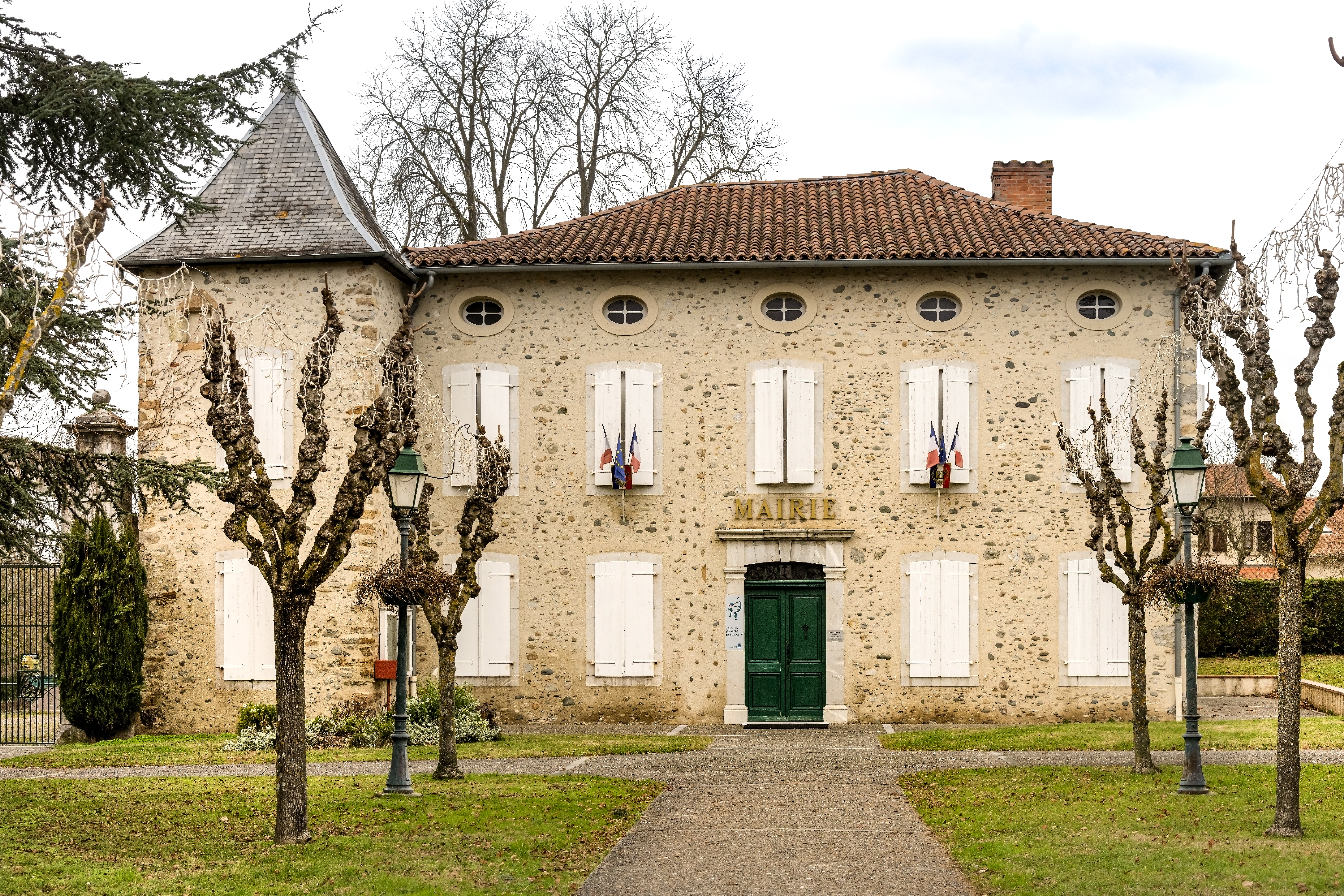
La mairie

### Administration municipale
Le nombre d'habitants au recensement de 2011 étant compris entre 500 et 1 499 habitants, le nombre de membres du conseil municipal pour l'élection de 2014 est de quinze,.

### Rattachements administratifs et électoraux
Commune faisant partie de la huitième circonscription de la Haute-Garonne, de la communauté de communes Cœur et Coteaux de Comminges et du canton de Saint-Gaudens. Avant le 1er janvier 2017, Valentine faisait partie de la communauté de communes du Saint-Gaudinois. La commune est également membre du SIVOM de Saint-Gaudens Montréjeau Aspet Magnoac.

### Liste des maires
| Période                                  | Période  | Identité         | Étiquette | Qualité  |
| ---------------------------------------- | -------- | ---------------- | --------- | -------- |
| 1898                                     | 1904     | Noël Favaron     |           |          |
| 1904                                     | 1908     | Gaudens Bosc     |           |          |
| 1908                                     | 1919     | Bertrand Adoue   |           |          |
| 1919                                     | 1931     | Jean Ferré       |           |          |
| 1931                                     | 1935     | Pierre Artigue   |           |          |
| 1935                                     | 1945     | Jean Beaudou     |           |          |
| 1945                                     | 1947     | Joseph Barthet   |           |          |
| 1947                                     | 1953     | Auguste Jandrieu |           |          |
| 1953                                     | 1965     | Maurice Alcan    |           |          |
| mars 1965                                | 1977     | Cécil Guilani    |           |          |
| mars 1977                                | 1983     | Jean Rimailho    | PS        |          |
| mars 1983                                | 1995     | Gilbert Ferrand  |           |          |
| mars 1995                                | 2020     | André Puissegur  |           | Retraité |
| 2020                                     | En cours | Marie Nadalet    |           |          |
| Les données manquantes sont à compléter. |          |                  |           |          |

## Population et société

### Démographie
| 1793  | 1800  | 1806  | 1821  | 1831  | 1836  | 1841  | 1846  | 1851  |
| ----- | ----- | ----- | ----- | ----- | ----- | ----- | ----- | ----- |
| 1 096 | 1 020 | 1 113 | 1 203 | 1 250 | 1 440 | 1 504 | 1 512 | 1 551 |

| 1856  | 1861  | 1866  | 1872  | 1876  | 1881  | 1886  | 1891  | 1896  |
| ----- | ----- | ----- | ----- | ----- | ----- | ----- | ----- | ----- |
| 1 409 | 1 381 | 1 380 | 1 380 | 1 345 | 1 232 | 1 115 | 1 067 | 1 042 |

| 1901 | 1906 | 1911 | 1921 | 1926 | 1931 | 1936 | 1946 | 1954 |
| ---- | ---- | ---- | ---- | ---- | ---- | ---- | ---- | ---- |
| 983  | 920  | 946  | 885  | 902  | 922  | 810  | 859  | 992  |

| 1962  | 1968  | 1975  | 1982  | 1990 | 1999 | 2004 | 2006 | 2009 |
| ----- | ----- | ----- | ----- | ---- | ---- | ---- | ---- | ---- |
| 1 055 | 1 155 | 1 038 | 1 002 | 907  | 894  | 847  | 821  | 901  |

| 2014 | 2019 | 2022 | - | - | - | - | - | - |
| ---- | ---- | ---- | - | - | - | - | - | - |
| 885  | 878  | 875  | - | - | - | - | - | - |

| selon la population municipale des années : | 1968 | 1975 | 1982 | 1990 | 1999 | 2006 | 2009 | 2013 |
| Rang de la commune dans le département      | 580  | 549  | 569  | 548  | 552  | 560  | 561  | 554  |
| Nombre de communes du département           | 592  | 582  | 586  | 588  | 588  | 588  | 589  | 589  |

#### Actuelle
Centrale hydroélectrique, Sercel, Lafforgue matériaux, Guliani

#### Ancienne
Ruines d'une centrale hydroélectrique « La Valentinoise », mise en service en 1924.

### Enseignement
Valentine fait partie de l'académie de Toulouse.

### Culture et festivité
Comité des fêtes,

### Activités sportives
Pétanque, football, tennis, cyclisme,

## Économie

### Revenus
En 2018  (données Insee publiées en septembre 2021), la commune compte 392 ménages fiscaux, regroupant 836 personnes. La médiane du revenu disponible par unité de consommation est de 20 250 € (23 140 € dans le département).

### Emploi
|                | 2008  | 2013   | 2018   |
| -------------- | ----- | ------ | ------ |
| Commune        | 9,4 % | 12,7 % | 11,7 % |
| Département    | 7,7 % | 9,6 %  | 9,3 %  |
| France entière | 8,3 % | 10 %   | 10 %   |

En 2018, la population âgée de 15 à 64 ans s'élève à 503 personnes, parmi lesquelles on compte 73 % d'actifs (61,2 % ayant un emploi et 11,7 % de chômeurs) et 27 % d'inactifs,. Depuis 2008, le taux de chômage communal (au sens du recensement) des 15-64 ans est supérieur à celui de la France et du département.
La commune fait partie de la couronne de l'aire d'attraction de Saint-Gaudens, du fait qu'au moins 15 % des actifs travaillent dans le pôle,. Elle compte 553 emplois en 2018, contre 662 en 2013 et 553 en 2008. Le nombre d'actifs ayant un emploi résidant dans la commune est de 316, soit un indicateur de concentration d'emploi de 174,9 % et un taux d'activité parmi les 15 ans ou plus de 50 %.
Sur ces 316 actifs de 15 ans ou plus ayant un emploi, 66 travaillent dans la commune, soit 21 % des habitants. Pour se rendre au travail, 87,3 % des habitants utilisent un véhicule personnel ou de fonction à quatre roues, 0,6 % les transports en commun, 8,5 % s'y rendent en deux-roues, à vélo ou à pied et 3,5 % n'ont pas besoin de transport (travail au domicile).

### Activités hors agriculture

#### Secteurs d'activités
76 établissements sont implantés  à Valentine au 31 décembre 2019. Le tableau ci-dessous en détaille le nombre par secteur d'activité et compare les ratios avec ceux du département,.
| Secteur d'activité                                                                                        | Commune | Commune | Département |
| Secteur d'activité                                                                                        | Nombre  | %       | %           |
| --- | ------- | ------- | ----------- |
| Ensemble                                                                                                  | 76      | 100 %   | (100 %)     |
| Industrie manufacturière, industries extractives et autres                                                | 9       | 11,8 %  | (5,7 %)     |
| Construction                                                                                              | 16      | 21,1 %  | (12 %)      |
| Commerce de gros et de détail, transports, hébergement et restauration                                    | 33      | 43,4 %  | (25,9 %)    |
| Information et communication                                                                              | 2       | 2,6 %   | (4,1 %)     |
| Activités financières et d'assurance                                                                      | 1       | 1,3 %   | (3,8 %)     |
| Activités immobilières                                                                                    | 2       | 2,6 %   | (4,2 %)     |
| Activités spécialisées, scientifiques et techniques et activités de services administratifs et de soutien | 7       | 9,2 %   | (19,8 %)    |
| Administration publique, enseignement, santé humaine et action sociale                                    | 2       | 2,6 %   | (16,6 %)    |
| Autres activités de services                                                                              | 4       | 5,3 %   | (7,9 %)     |

Le secteur du commerce de gros et de détail, des transports, de l'hébergement et de la restauration est prépondérant sur la commune puisqu'il représente 43,4 % du nombre total d'établissements de la commune (33 sur les 76 entreprises implantées  à Valentine), contre 25,9 % au niveau départemental.

#### Entreprises et commerces
Les cinq entreprises ayant leur siège social sur le territoire communal qui génèrent le plus de chiffre d'affaires en 2020 sont : 
- Societe Jean Lafforgue, commerce de gros (commerce interentreprises) de bois et de matériaux de construction (32 675 k€)
- Valentine Beton, fabrication de béton prêt à l'emploi (1 851 k€)
- Comptoir De La Peinture, commerce de gros (commerce interentreprises) d'appareils sanitaires et de produits de décoration (1 019 k€)
- Carrosserie Labadens, entretien et réparation de véhicules automobiles légers (992 k€)
- Dragages De Valentine, exploitation de gravières et sablières, extraction d'argiles et de kaolin (898 k€)

### Agriculture
|               | 1988 | 2000 | 2010 | 2020 |
| ------------- | ---- | ---- | ---- | ---- |
| Exploitations | 17   | 15   | 4    | 2    |
| SAU (ha)      | 303  | 280  | 307  | 162  |

La commune est dans « La Rivière », une petite région agricole localisée dans le sud du département de la Haute-Garonne, constituant la partie piémont au relief plus doux que les Pyrénées centrales la bordant au sud et où la vallée de la Garonne s’élargit. En 2020, l'orientation technico-économique de l'agriculture sur la commune est la culture de céréales et/ou d'oléoprotéagineuses. Deux exploitations agricoles ayant leur siège dans la commune sont dénombrées lors du recensement agricole de 2020 (17 en 1988). La superficie agricole utilisée est de 162 ha,,.

## Culture locale et patrimoine

### Lieux et monuments
- La Villa gallo-romaine de Nymfius date de l'époque constantinienne (IVe siècle). On connait le nom de son propriétaire par son épitaphe, conservée au musée Saint-Raymond de Toulouse : il s'appelait Nymfius. La villa gallo-romaine de Valentine, ainsi que le prieuré médiéval d'Arnesp qui lui est attenant, ont été fouillés par Georges Fouet, le grand archéologue commingeois qui est par ailleurs le découvreur de la villa gallo-romaine de Montmaurin.
- Dans le site funéraire d'Arnesp se trouvait, entre autres, un petit cimetière wisigothique. Dans la tombe d'une femme appartenant à cette période fut trouvée une parure de bijoux, comprenant entre autres une plaque-boucle, unique en son genre, inspirée d'art scythe, qui serait d'origine gépide donc danubienne[50].
- Le monument aux morts, surmonté de la statue du Poilu au repos, réalisée par Étienne Camus.
- L'église Saint-Jean-Baptiste.
- Sanctuaire de Notre-Dame du Bout-du-Puy[51],[52].
- La maison du patrimoine et de la culture : la maison du patrimoine a été aménagée dans une grande bâtisse qui fut la propriété de la famille paternelle du Maréchal Ferdinand Foch[53]. Deant la maison est érigée la statue de Ferdinand Foch en tenue de Maréchal œuvre du sculpteur Firmin Michelet.
- Chapelle Saint-Roch.
- Statue de saint Jean le Baptiste.

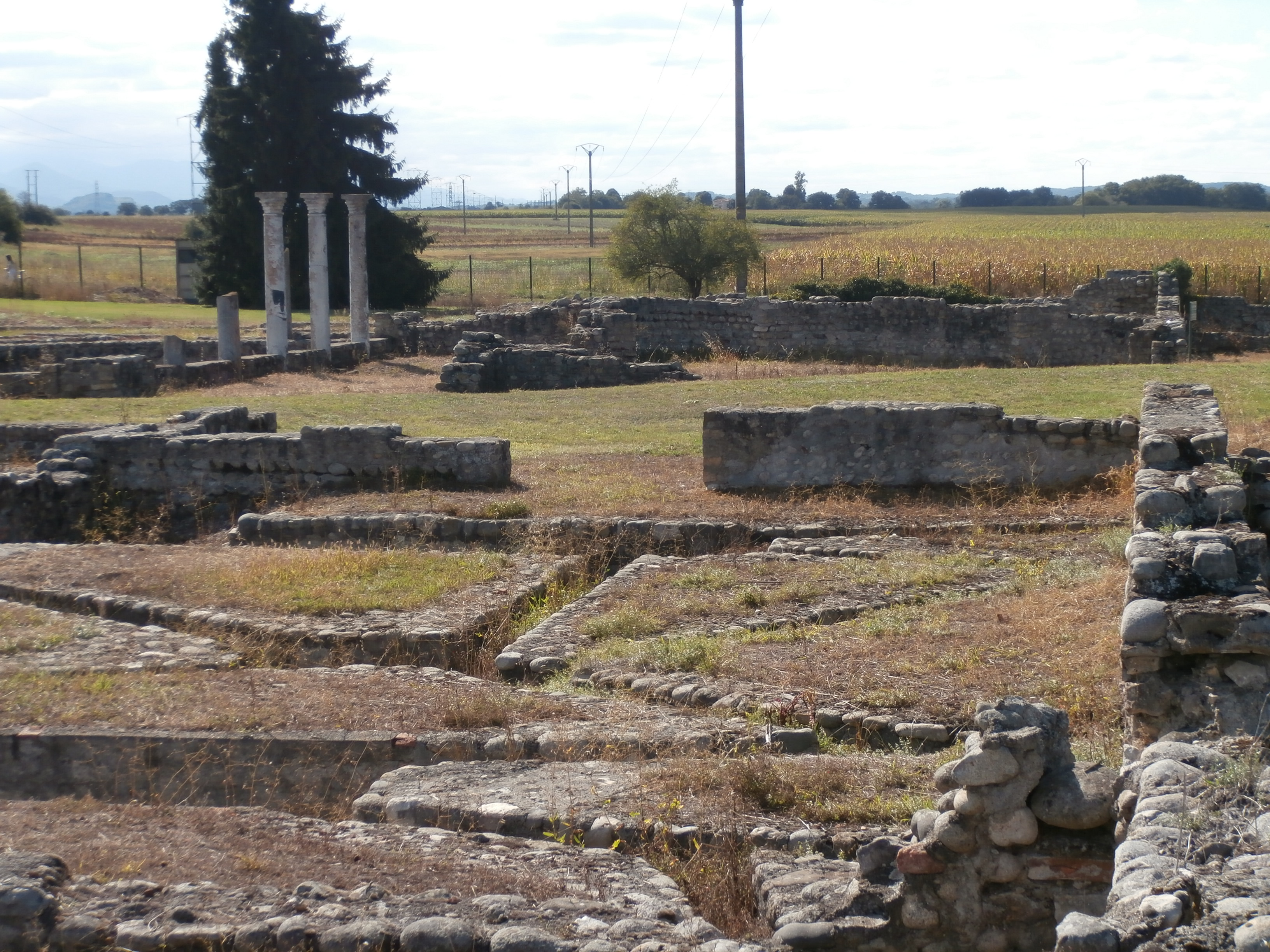
Villa gallo-romaine de Nymfius.
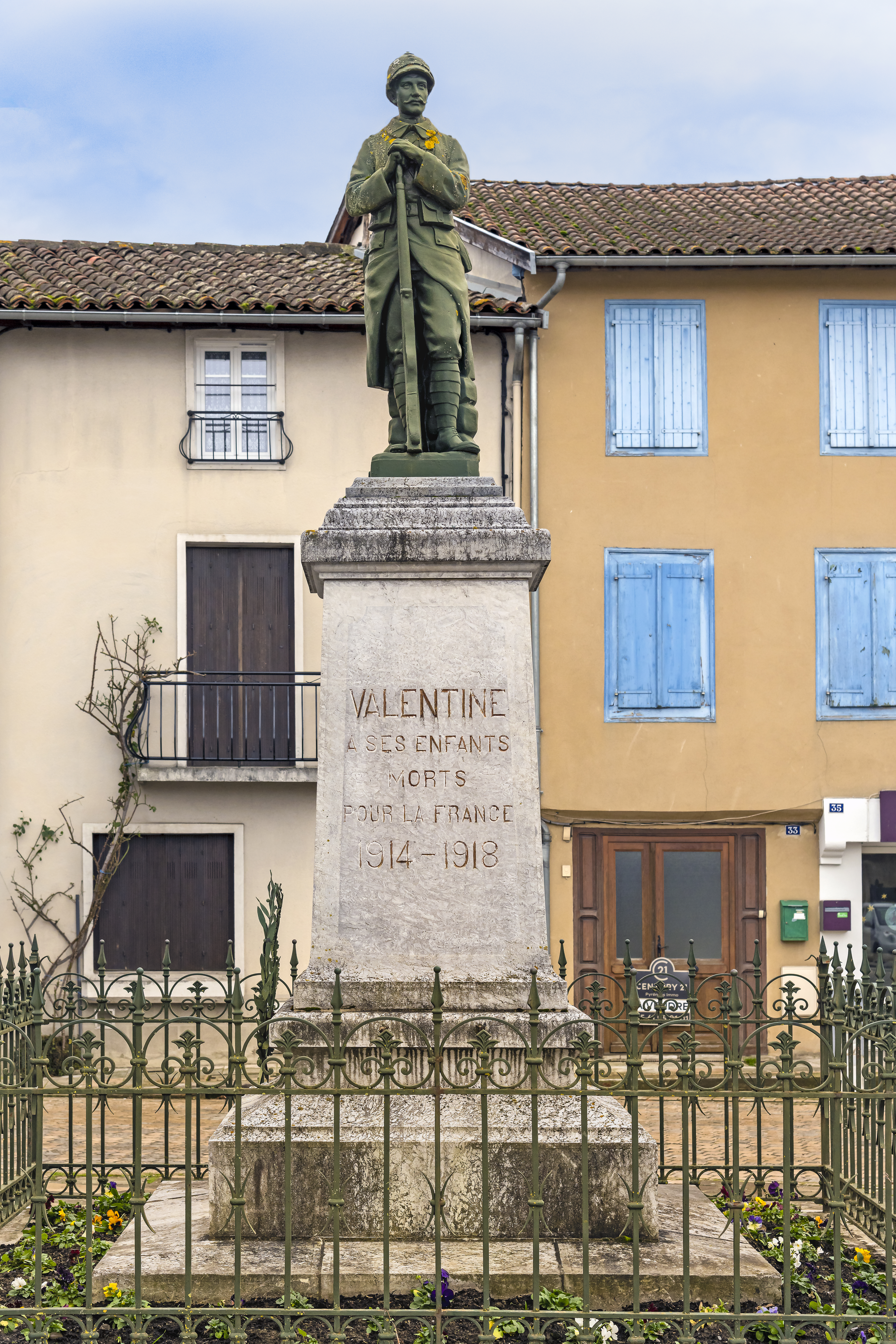
Monument aux morts de la Première Guerre mondiale.
L'église Saint-Jean-Baptiste.
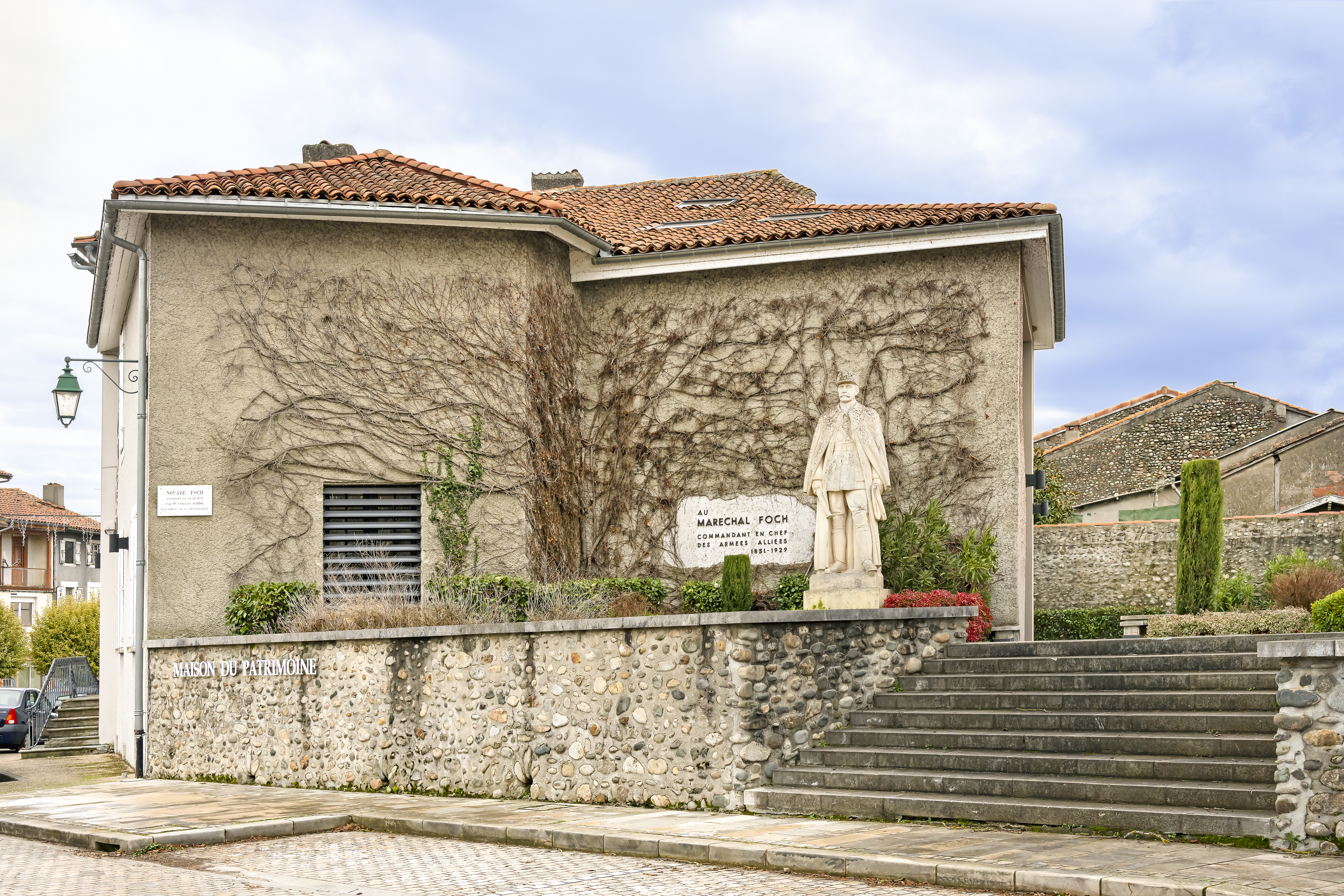
Maison du Patrimoine.
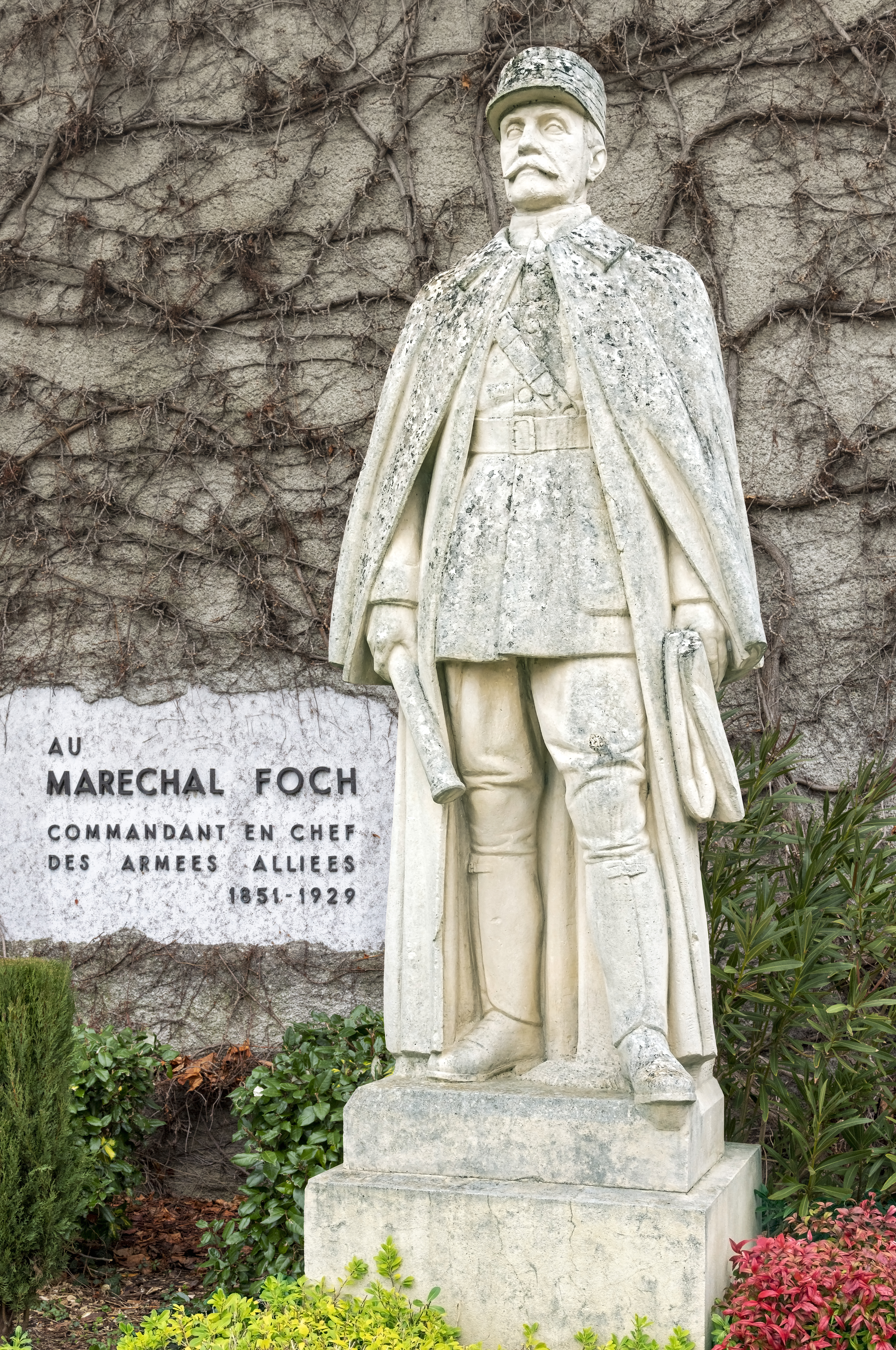
Statue du Maréchal Foch.
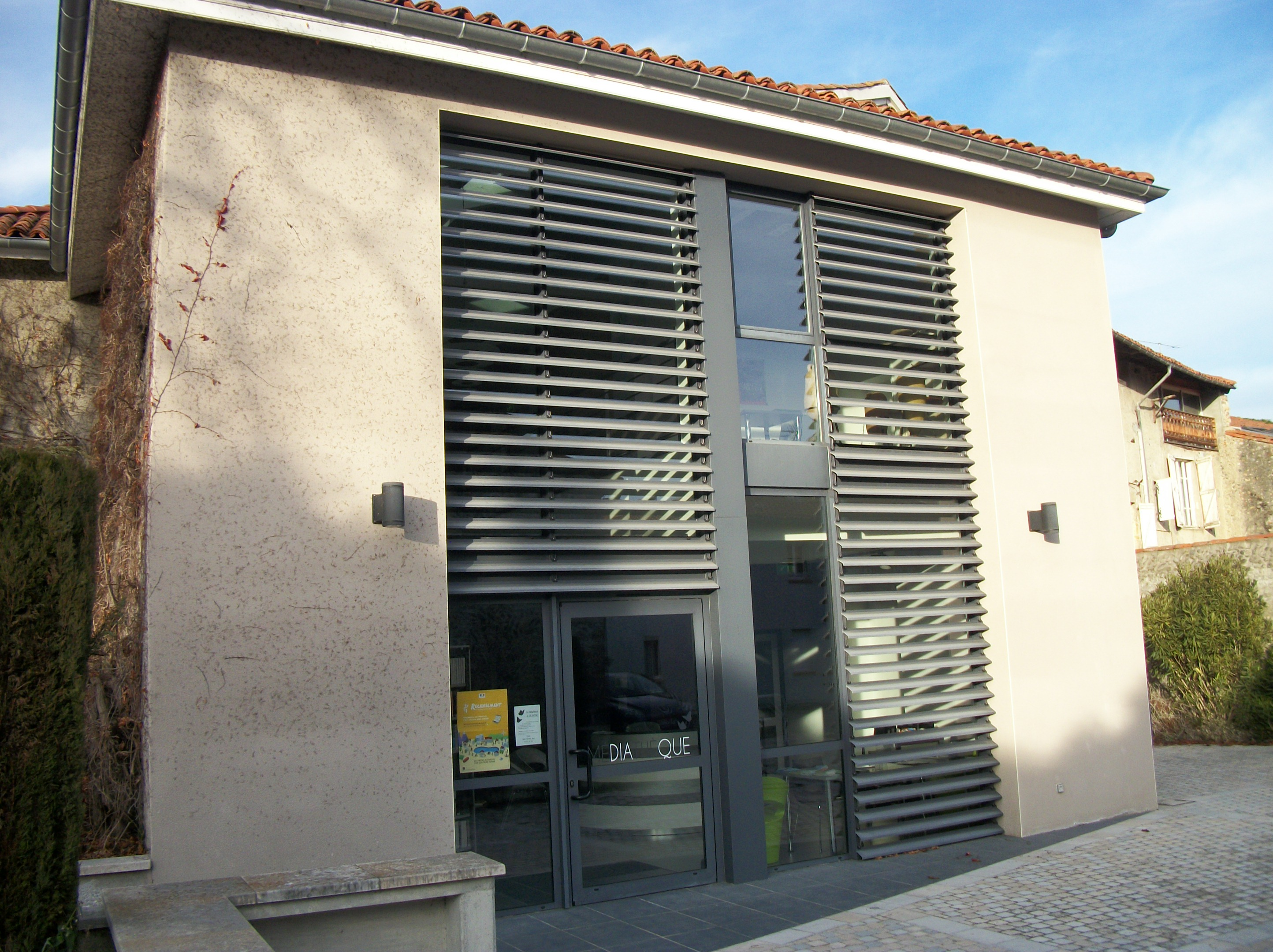
Médiathèque.
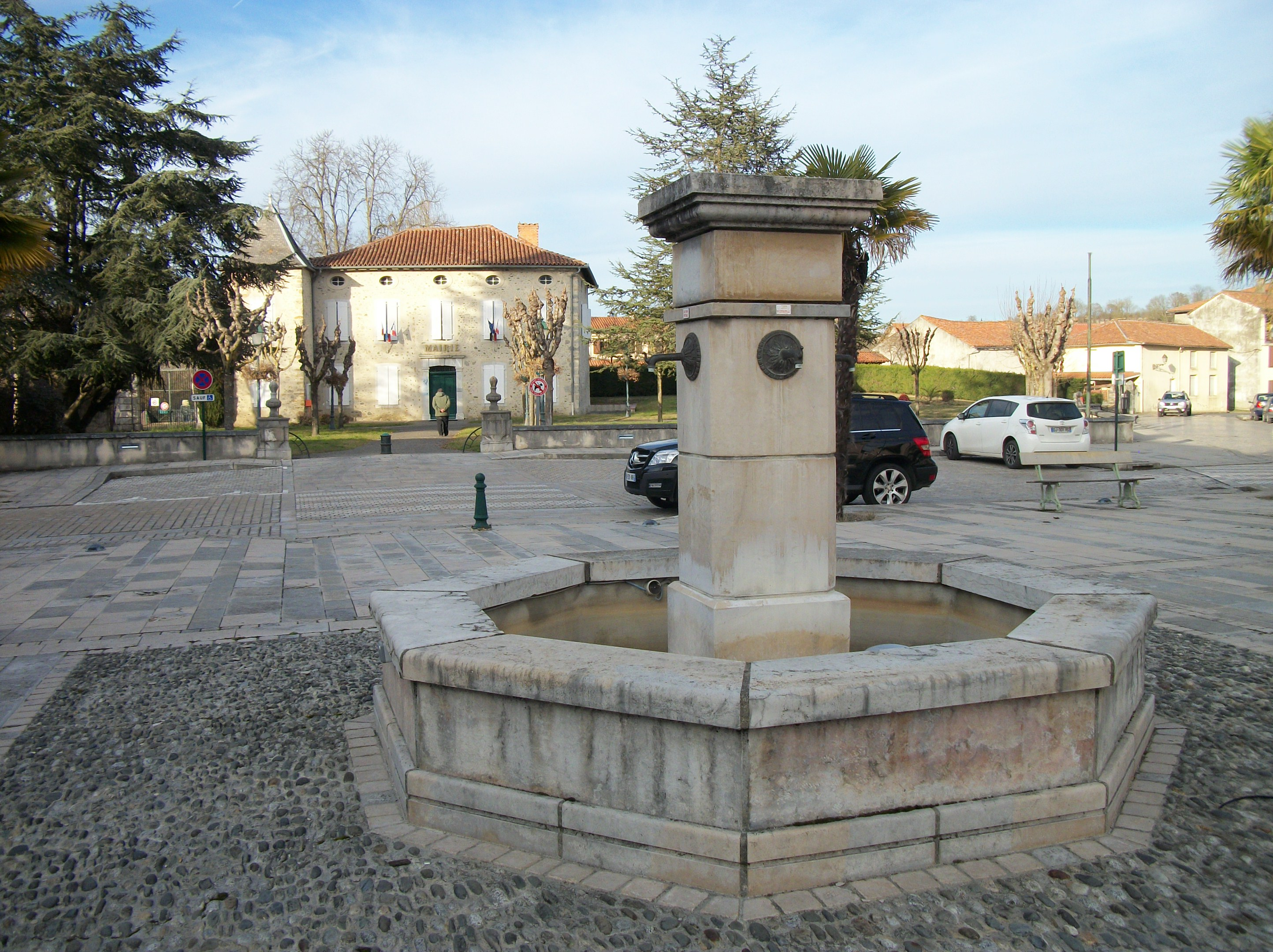
Fontaines.
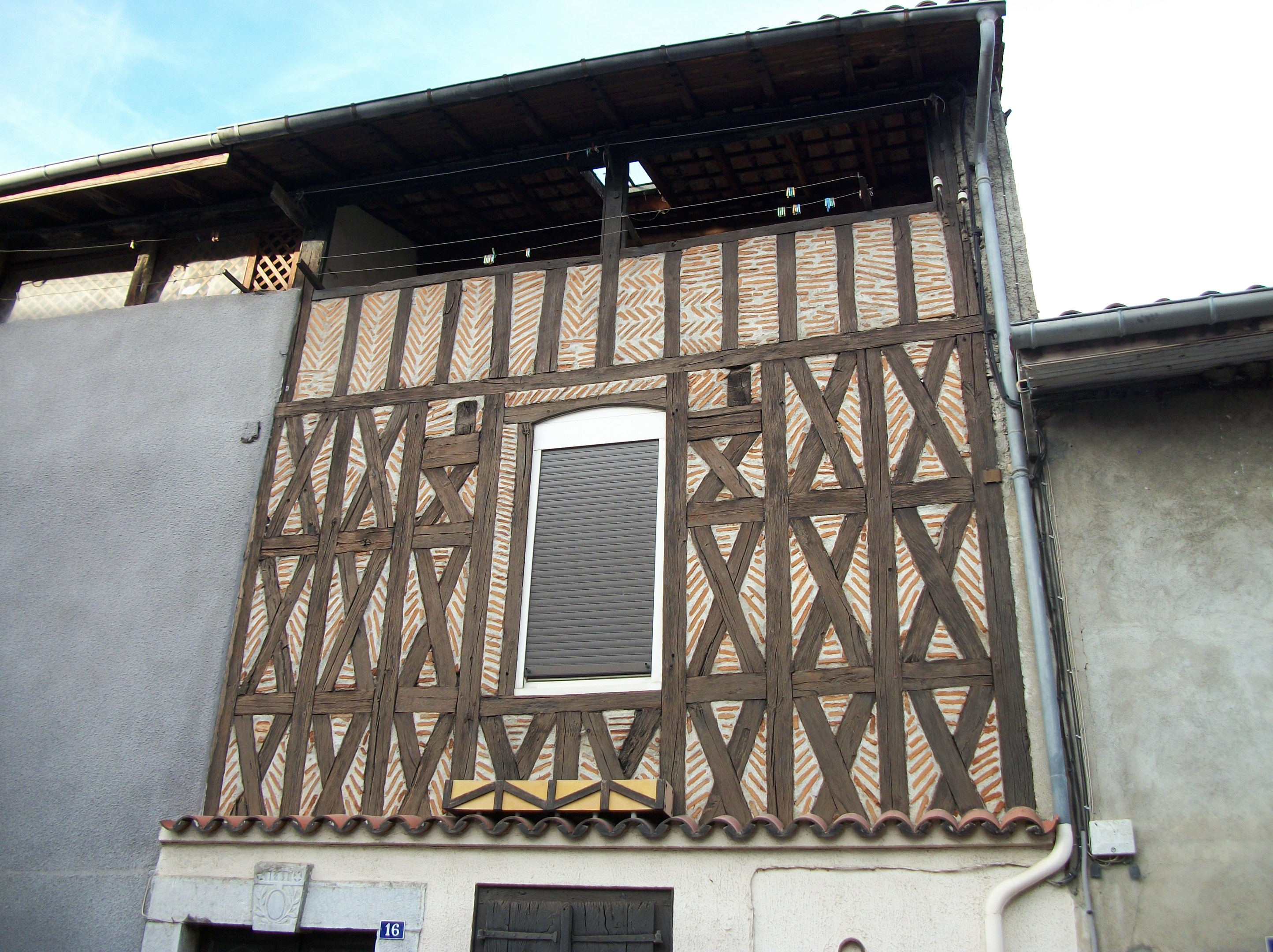
Maison à colombages.
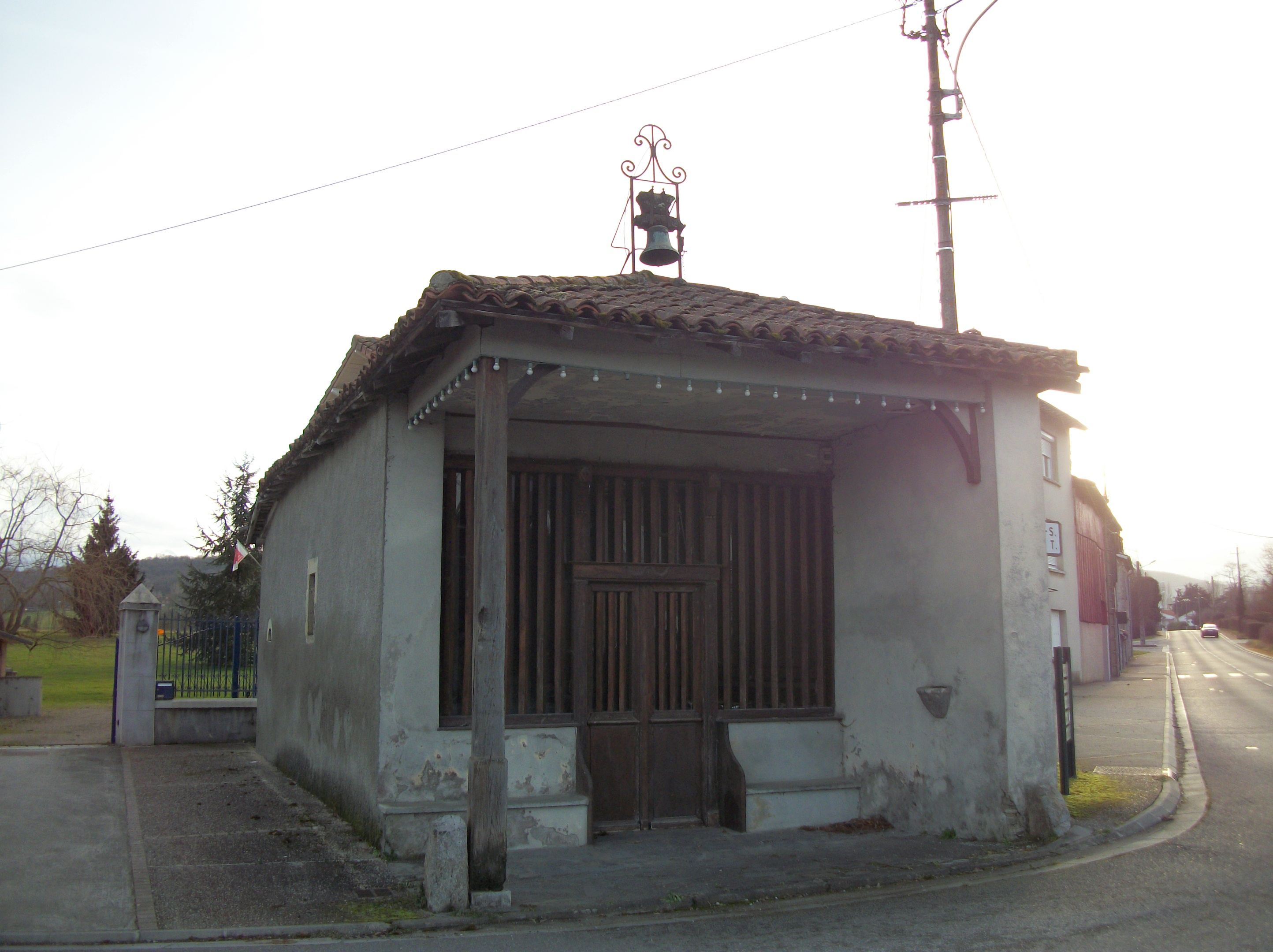
Chapelle Saint-Roch.
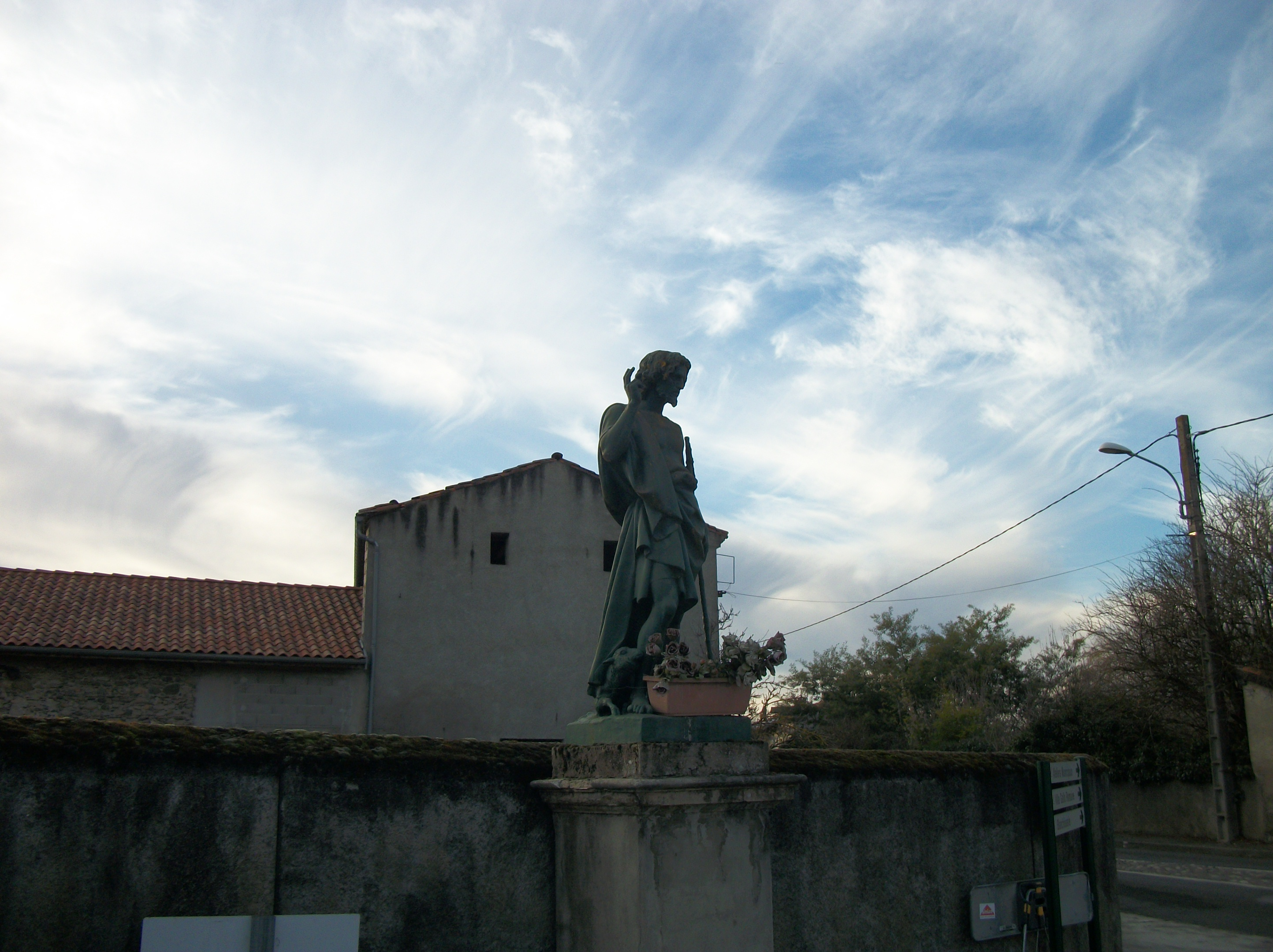
Statue de saint Jean le Baptiste.
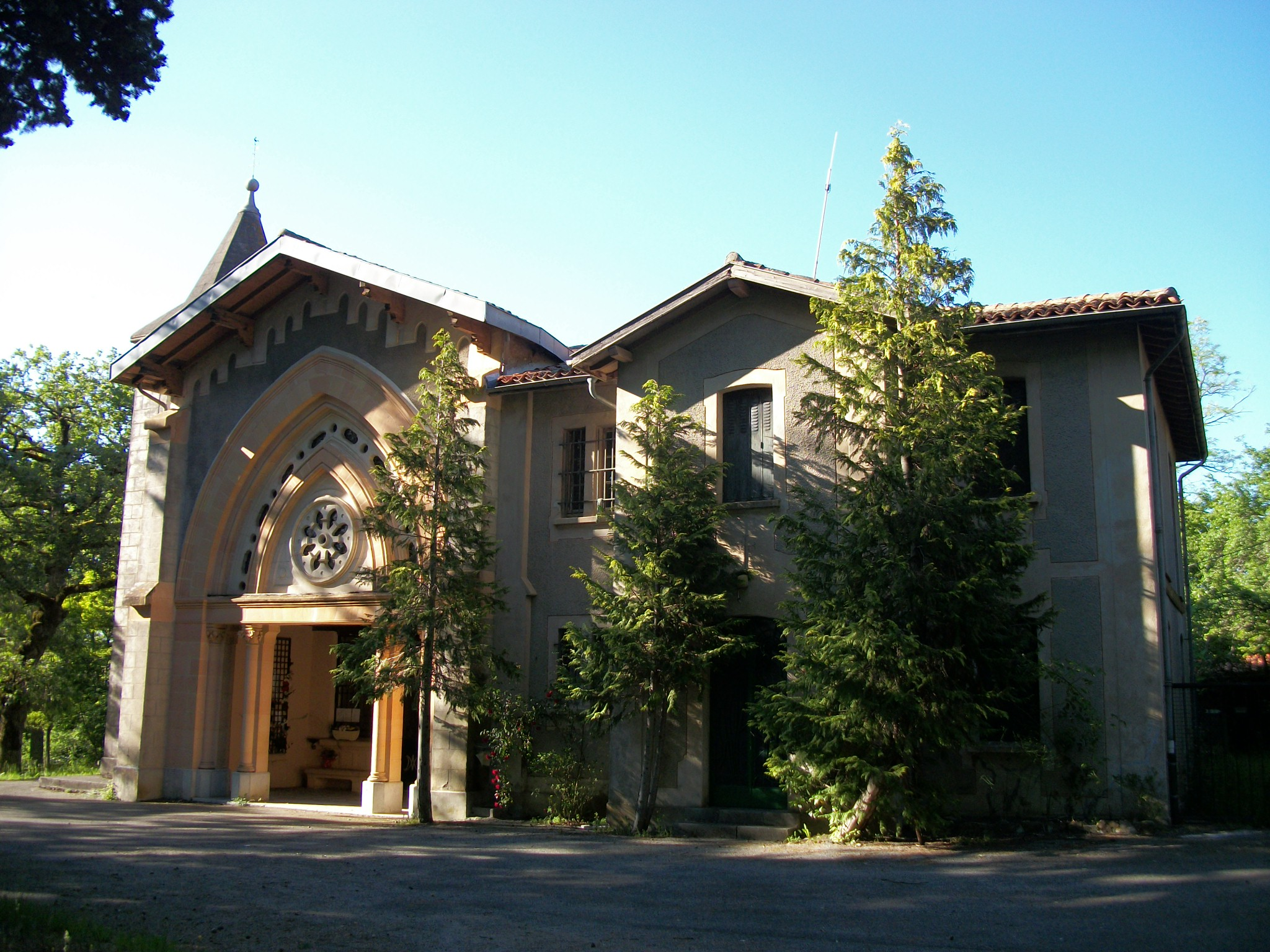
La chapelle et l'ermitage du Sanctuaire de Notre-Dame du Bout-du-Puy.

### Personnalités liées à la commune
- Ferdinand Foch (1851-1929), maréchal de France.
- Michel Samper, natif de la localité en 1943, champion de France d'athlétisme.

### Héraldique
| Valentine | Son blasonnement est : Tiercé en chevron de gueules, d'argent et de sinople. |